# ممنون حسين
ممنون حسين (23 ديسمبر 1940 - 14 يوليو 2021) هو الرئيس السابق لباكستان، انتخب في 2013. دخل حزب رابطة مسلمي باكستان في العام 1969. وهو أيضًا رجل أعمال يعمل في قطاع النسيج.
حكم إقليم السند لفترة وجيزة في العام 1999، وانقطعت فترة حكمه بالانقلاب العسكري الذي وقع في هذا العام. رُشح لانتخابات الرئاسة بواسطة حزب رابطة مسلمي باكستان، وانتخب رئيسًا في 30 يوليو، 2013، وقد حصد في الانتخابات الرئاسية 432 صوتًا، في حين حصل منافسه المرشح عن حزب الحركة من أجل الإنصاف وجيه الدين أحمد على 77 صوتًا. أدى اليمين الدستورية للرئاسة في 9 سبتمبر 2013 ومثل ذلك أول انتقال للسلطة بين حكومتين مدنيتين في تاريخ باكستان.

## حياته الشخصية
ممنون حسين ينحدر من أسرة ناطقة بالأردو كانت تقطن مدينة أكرة وولد فيها. انتقلت أسرته بعدها إلى كراتشي وكان ذلك إبان فترة انفصال الهند البريطانية. هو حاصل على درجة البكالوريس في إدارة الأعمال من معهد إدارة الأعمال في كراتشي. ترأس الغرفة التجارية لمدينة كراتشي. حكم إقليم السند فترة قليلة من حياته في عام 1999م.

## روابط خارجية
- ممنون حسين على موقع مونزينجر (الألمانية)